# 珍島物語
「珍島物語」（ちんどものがたり）は、1996年2月21日に発売された天童よしみのシングルである。

## 解説
- 韓国・珍島の海割れをモチーフに、遠く離れた相手への思慕を歌った曲である[独自研究?]。

- ロングヒットによって130万枚を超える売上を記録し[1]、自身初のミリオンセラーとなった。

- 本楽曲で、1996年12月31日に開催された第38回日本レコード大賞において、最優秀歌唱賞を受賞。また、翌1997年末に開催された第39回では、優秀作品賞を受賞した。

- 当曲のロングセラーにより、1997年大晦日に生放送の第48回NHK紅白歌合戦へ、自身4年ぶり2度目のカムバック出場を果たす。それから10年後の2007年末の第58回でも、「珍島物語 〜絆〜」として2回目の歌唱披露と成った。
- 2022年12月30日に開催された第64回日本レコード大賞においては特別顕彰を受賞、歌唱披露した。

## 収録曲
- 全曲作詞・作曲：中山大三郎／編曲：竜崎孝路

1. 珍島物語 (4分48秒)
2. ひばり…に恋して (4分44秒)